# Брида
«Бри́да» (порт. Brida) — роман бразильского писателя Пауло Коэльо. Роман о познании Мира продолжает «женскую» тему, поднятую во многих произведениях автора.

## Сюжет
«Брида» — волнующая история о любви, страсти, тайне и духовном поиске, в которой волшебство говорит на всех языках человеческого сердца. Главная героиня – Брида - прекрасная молодая ирландка, она стремится познать мир. На её представление о жизни повлияют два человека, которых она повстречает на своем жизненном пути - мудрец, учащий её преодолевать страхи, и женщина, рассказывающая ей, как двигаться в ритме потаенной музыки мира. Оба наставника видят в Бриде особый дар, но раскрыть его в себе и продолжать свой путь она должна без их участия. Пока Брида находится в поисках своей судьбы, её отношения с людьми приходят в противоречие с желанием изменить себя.